# Château de Bobigny
Le château de Bobigny est un ancien château, aujourd'hui disparu, qui était situé dans le centre de Bobigny.

## Historique

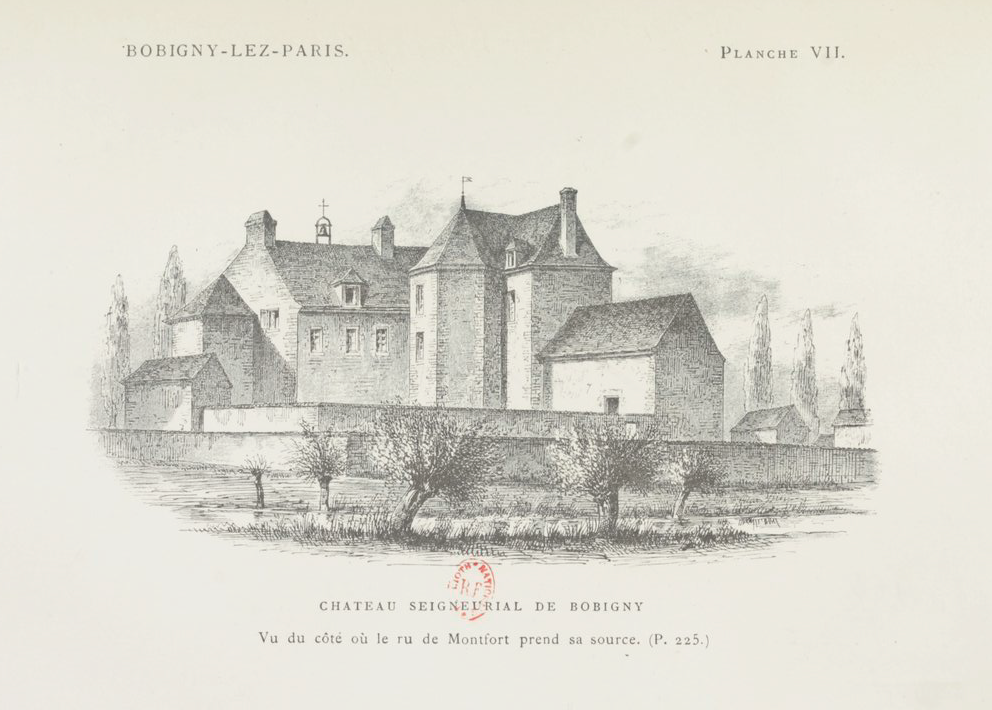
Chateau seigneurial de Bobigny vu du Ru de Montfort

En 1755, l'abbé Lebeuf affirme qu'avant 1543 se trouvait à cet endroit un château ainsi qu'une chapelle Saint-Étienne, qui appartenaient à la famille Perdrier. Cette chapelle est mentionnée dans le registre de l'officialité de 1385.
Le dernier bâtiment connu fut construit en 1584 par Guillaume Perdrier.
Il sert d'habitation aux seigneurs de Bobigny jusqu'en 1711.
Il fut vendu à la Révolution comme Bien National, et le parc servit à la laiterie Garcelon qui y installa des vaches dans une grange.
La rue de l'Union fut percée à travers le parc autour de 1900.
Le château fut détruit dans les années 1970, lors de la rénovation qui emporta le centre historique de la ville.

## Description

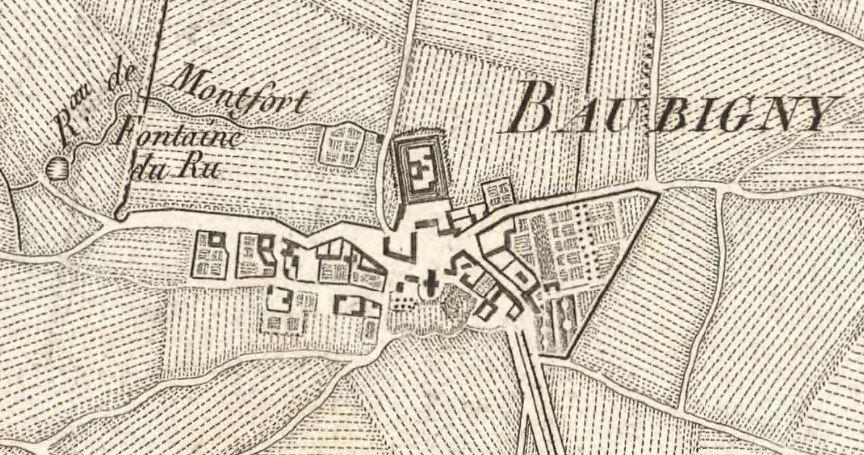
Le centre de Bobigny avec le château et l'église, vers 1800, sur la carte des Chasses du Roi.

Il était bordé par la rue du Lieutenant-Lebrun (anciennement rue du Parc), le boulevard Lénine (anciennement rue Carnot), l'avenue Pierre-Semard (anciennement rue de Drancy) et l'avenue Paul-Vaillant-Couturier. Le terrain s'étendait au sud jusqu'à la place Gabriel-Péri, devant l'église Saint-André.
Dans ses environs se trouvait la source du rû de Montfort.
Il s'agissait probablement plus d'un manoir que d'un édifice fortifié.